# Eusebi Güell i Jover
Eusebi Güell i Jover (Barcelona, 19 de gener de 1904 - 28 de juny de 1990) fou un noble i empresari català, fill d'Eusebi Güell i López i net d'Eusebi Güell i Bacigalupi.

## Biografia
Fou tercer marquès de Gelida i tercer vescomte de Güell. L'esclat de la guerra civil espanyola el va sorprendre a Puigcerdà, on estiuejava amb Felip Rodés i Baldrich i Josep Valls i Taberner, i d'allí fugí cap a França.
Fou el propietari de la desapareguda fàbrica de paper La Gelidense i del molí fariner de Cal Piula. Fou president del Reial Cercle Artístic el 1956 i membre de la Junta Constructora del Temple Expiatori de la Sagrada Família del 1966 al 1990. El 1981 li fou concedida la Creu de Sant Jordi. Casat amb Maria Lluïsa de Sentmenat Güell, filla del novè marquès de Castelldosrius, fou pare de Carlos Güell de Sentmenat. El seu net és l'empresari Joaquín Güell Ampuero.